# Melchizedek

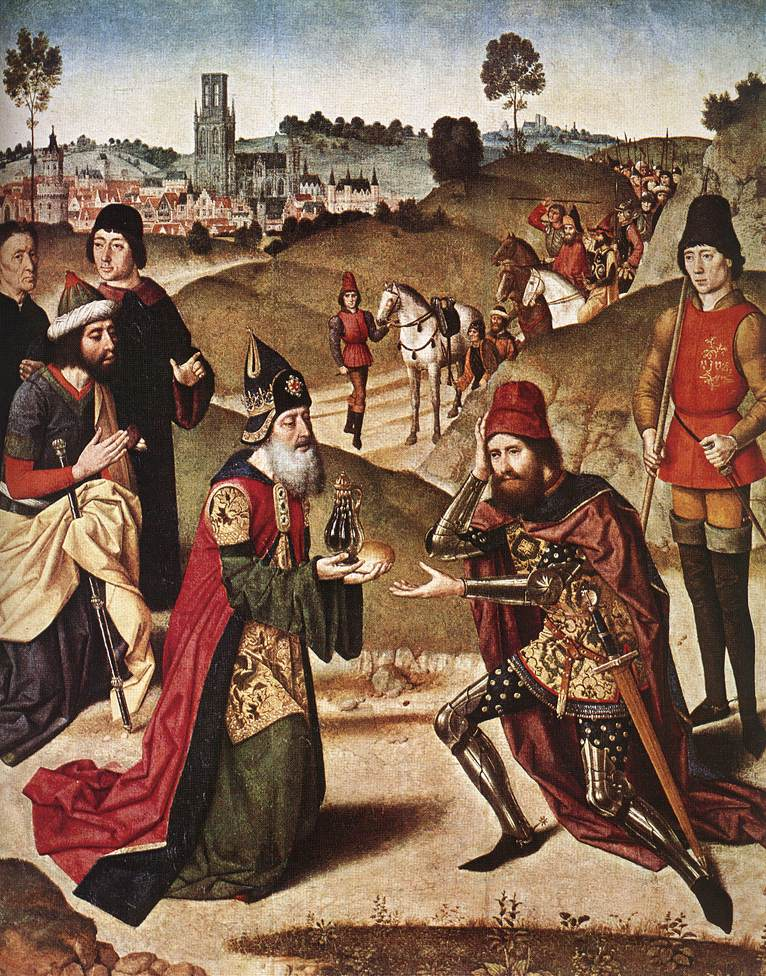
Spotkanie Abrahama z Melchizedekiem, Dirk Bouts

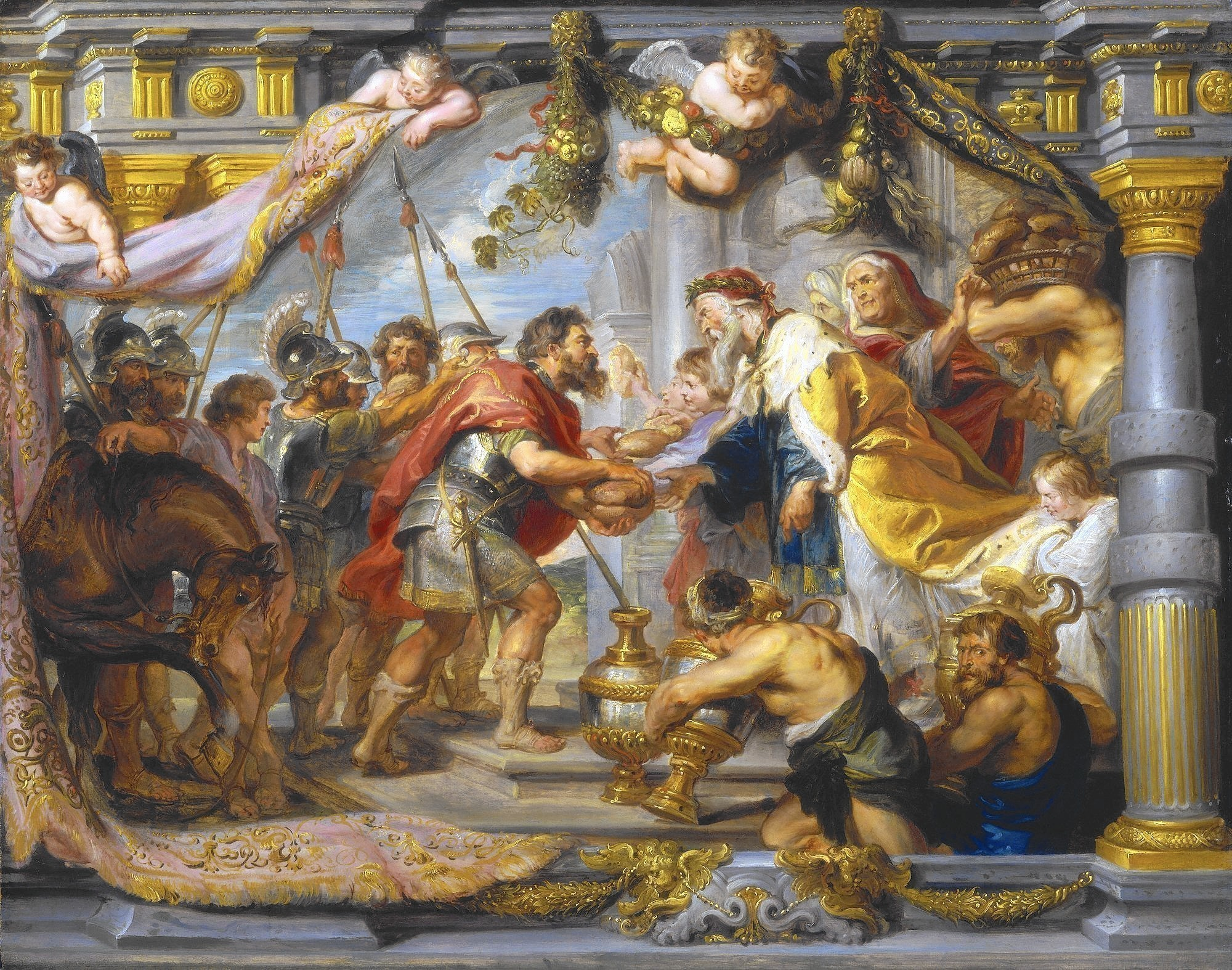
Spotkanie Abrahama z Melchizedekiem, Peter Paul Rubens, ok. 1625 roku, The National Gallery of Art, Washington

Melchizedek (hebr. מַלְכִּי־צָדֶק) – postać biblijna pojawiająca się w Księdze Rodzaju 14,18-20, przedstawiona jako kapłan El-Eljona („Boga Najwyższego”) i król Szalemu (Salemu, prawdopodobnie obecnej Jerozolimy). Wyniósł chleb i wino na powitanie Abrama przybywającego po wygranej bitwie. Zgodnie z tradycyjnie przyjętą datacją epoki patriarchów Izraela, uznawaną np. przez Williama F. Albrighta oraz Albrechta Alta, Melchizedek, jako współczesny Abrahamowi, żył na początku drugiego tysiąclecia p.n.e.
W Starym Testamencie wspominany jest także w Ps 110,4. W judaistycznej literaturze mądrościowej (hebr. hazal) okresu od Drugiej Świątyni aż do VI w. n.e., imię Melchi-sedek (hebr. מלכי־צדק) rozumiane było jako przydomek syna Noego, Sema.
W chrześcijaństwie, zgodnie z Listem do Hebrajczyków, Jezus Chrystus jest postrzegany jako arcykapłan na wieki na wzór Melchizedeka (Hbr 6,20), który przejął na zawsze rolę Arcykapłana judaizmu i Mesjasza.

## Znaczenie imienia
Leksykon biblijny tłumaczy imię Melchizedek jako „król sprawiedliwości” lub „mój król [jest] sprawiedliwością”. Giuseppe Ricciotti dopatruje się tu natomiast podobieństwa do imienia jebuzyckiego króla Jerozolimy, Adonisedeka, i uważa, że ma to związek z kultem w Jerozolimie jakiegoś boga Sedeq („sprawiedliwy”).

## W judaizmie
Historia biblijna o Melchizedeku w judaizmie tradycyjnie jest uznawana nie za wytwór redaktorów Biblii, lecz jako zapis starej tradycji jerozolimskiej. Argumentem, według Jewish Encyclopedia, jest to, że znana była Józefowi Flawiuszowi (Wojna Żydowska VI,10). Szczególne znaczenie postać Melchizedeka miała dla misyjnie nastawionych autorów diaspory żydowskiej w Aleksandrii, którym zależało na łatwiejszym pozyskiwaniu prozelitów bez konieczności wymagania od nich obrzezania. Melchizedek uosabiał dla nich postać wyznającą monoteizm w czasach jeszcze przed Abrahamem, albo wręcz, jak Henoch, poza narodowością żydowską. Był stawiany na równi z Eliaszem, Mesjaszem synem Józefa (tzn. Jezusem) oraz Mesjaszem synem Dawida (por. Psalmu 104,2). Natomiast rabini należący do późniejszych pokoleń nastawieni antagonistycznie do judaizmu aleksandryjskiego, raczej widzieli w Melchizedeku Sema, przodka Abrahama. Tak właśnie widziała go judaistyczna literatura mądrościowa (hebr. hazal) okresu od Drugiej Świątyni aż do VI w. po Chr., szczególnie w targumach: Jonatana, Pseudo-Jonatana (Jeruszalmi I), oraz w Talmudzie babilońskim imię Melchi-sedek (hebr. מלכי־צדק) rozumiane było jako przydomek syna Noego, Sema.
Postać Melchizedeka wykorzystuje też powstała w starożytnej Etiopii Księga Adama i Ewy, zawierająca mieszankę wierzeń judaizmu i religii egipskich przypisywanych sekcie nazwanej później melchizedekitami. Ślady tej sekty widoczne są we wczesnochrześcijańskiej literaturze, gdzie przedstawiona jest jako czcząca w Melchizedeku wielką niebiańską moc, wyższą od Jezusa.
Melchizedek był częstym, bogatym w symbolikę, tematem w apokaliptyce. Znaleziony w Kumran midrasz eschatologiczny 11QMelch (11Q13) z przełomu er ukazuje Melchizedeka jako niebiańskiego wybawcę czasów ostatecznych, gdzie został określony terminami El i Elohim. Słowiańska Księga Henocha opisuje cudowne narodziny Melchizedeka z Sefonim, żony kapłana Nira, która poczęła bez udziału męża i zmarła przed porodem. Melchizedek został zabrany do raju i w ten sposób uchroniony przed potopem, by stać się przewodniczącym kapłanów w czasach ostatecznych.
W egzegezie rabinackiej były również obecne mesjańskie interpretacje Ps 110,4, jednak zarzucono je w wyniku kontrowersji z chrześcijaństwem. „Kapłana na wzór Melchizedeka” identyfikowano z Dawidem, Ezechiaszem, zwykle jednak sytuację opisaną w Psalmie odnoszono dosłownie do Melchizedeka i Abrahama. Targum Onkelosa i 1QapGen (1Q20) wyjaśniają, że to Melchizedek złożył dziesięcinę Abrahamowi, temat ten przewija się później w literaturze rabinackiej. Według Targumu Jeruszalmi I i Targumu Jonatana Melchizedek to Sem, syn Noego (później interpretację taką podziela np. żydowski komentator Biblii i Talmudu, Raszi). Według Rabbiego Zachariasza Sem był kapłanem Boga Najwyższego, jednak utracił ten przywilej na rzecz Abrahama, co autor popiera cytatem z Ps 110,4. Późny targum do Psalmów zaciera w Ps 110,4 imię Melchizedek, w czym dostrzegalna jest tendencja polemiczna wobec chrześcijaństwa. W późniejszym okresie w judaizmie ponownie pojawiają się interpretacje mesjańskie.
Filon z Aleksandrii (20 przed. Chr. – 50 po Chr.) pisał o Melchizedeku jedynie przy okazji w Alegoriach praw III, 79-82. Zgodnie ze swoim zainteresowaniem Platonem i wykorzystywaniem jego filozofii do interpretacji Tory, pominął niemalże znaczenie Melchizedeka jako historycznej osoby, tłumaczył zaś jego postać jako uosobienie filozoficznego królewskiego umysłu (gr. Βασιλευς νους) i słowa-logosu (λογος). W De Abrahamo 235n wspomniał o nim jako o przyjacielu Abrahama. Zaś w De Congressu Eruditiones Gratia 99 interpretował Melchizedeka jako tego, który sam dla siebie był uczniem i nauczycielem (o αυτομαθη και αυτοδιδακτον) wiedzy Boga i jego posługa kapłańska polegała właśnie na wprowadzaniu w wiedzę Boga.
Józef Flawiusz (37 – ok. 100 po Chr.) pisał o Melchizedeku w Wojnie Żydowskiej 6, 438 oraz w Dawnych dziejach Izraela 1,189n. Uznaje go jako postać historyczną, także samo uprowadzenie Lota, które przypisuje dynastii Kananejczyków. Opisuje go jako założyciela i pierwszego kapłana miasta Jerozolimy, które zawdzięcza mu swą nazwę: Ιεροσόλυμα = ιεροι (ieroi) oraz Σαλήμ (Salim). Wywodzi cechy jego osobowości z imienia. Nazywa go „królem sprawiedliwym”. Jego interpretacja ma jednak charakter racjonalistyczny i moralny, dlatego podobnie jak egzegeza rabinistyczna, odmiennie od opisu w Księdze Rodzaju 14, wysuwa na plan pierwszy Abrahama i jego cnoty.

## W chrześcijaństwie

### Egzegeza biblijna

#### Stary Testament
W Księdze Rodzaju Melchizedek pojawia się po opisie zwycięskiego czynu zbrojnego Abrama, kiedy ten w wyniku zwycięstwa nad koalicją Kedorlaomera odbił z niewoli swojego bratanka, Lota i zdobył liczne łupy. Melchizedek wyszedł wtedy na spotkanie patriarchy i pobłogosławił go. Melchizedek miał wynieść chleb i wino, co zapewne oznacza zawarcie przymierza podczas wspólnego posiłku (por. Rdz 31,44-46; Joz 9,12-15). Następnie Abram złożył Melchizedekowi dziesięcinę, co sugeruje, że w tym przymierzu Abraham był stroną proszącą i pragnął wejść w status protekcji.
Melchizedek miał być królem Szalemu. Według tradycji samarytańskiej i Hieronima chodzi o Salim, wspomniane w J 3,23, a miejscem spotkania była góra Garizim. Bardziej prawdopodobna jest jednak tradycja żydowska, identyfikująca Szalem z Jerozolimą. W Ps 76,3 Szalem jest zidentyfikowane z Syjonem. Najprawdopodobniej autor chciał uniknąć użycia nazwy „Jeruzalem” ze względu na jej konotacje pogańskie, dlatego pominął pierwszy człon. Pozostawiana nazwa kojarzyła się ze słowem š-l-m, „cały, nietknięty, ocalony”, także „pokój” (por. szalom).
Według opinii licznych biblistów, cały opis pierwotnie odnosił się do spotkania Abrama z królem Sodomy. Wprowadzenie na jego miejsce postaci Melchizedeka byłoby późniejszą interwencją redakcyjną. Jednym z argumentów jest to, że fragment Rdz 14,18-20 zdaje się sztucznie oddzielać poświęcone temu właśnie spotkaniu wersety 17. i 21. Nagłego pojawienia się Melchizedeka nie da się łatwo wytłumaczyć, a podejmowane próby oparte są na domysłach.
Fakt istnienia Melchizedeka nie budził jednak nigdy zbyt dużych wątpliwości biblistów. Autor znał tradycję o istnieniu władcy jebuzyckiej Jerozolimy o tym właśnie imieniu. Tradycję tę przekazuje również Ps 110,4, ukazujący króla jako następcę Melchizedeka. Jest to psalm uznawany za bardzo stary, na co wskazuje jego archaiczne, ugaryckie słownictwo, wielu datuje go na czasy Salomona. Psalm ten, według L. Sabourina, jest wyrazem przeniesienia na Dawida kananejskiej tradycji króla-kapłana. Tadeusz Brzegowy sugeruje, że opis spotkania Abrama z Melchizedekiem miał pokazywać, że już patriarcha Izraela uniża się przed poprzednikiem przyszłego Pomazańca, co stanowiło uprawomocnienie monarchii w oczach ludu.
Związek tych dwóch źródeł tradycji o Melchizedeku, Rdz 14,18-20 i Ps 110,4, nie jest jasny. Nie wiadomo, czy autorzy czerpali z tej samej tradycji o Melchizedeku, czy dwóch niezależnych. Możliwe jest nawet, że sam psalm był źródłem tradycji zawartej w Księdze Rodzaju. Jeśli Rdz 14,18b („był on kapłanem Boga Najwyższego”) jest glosą, dodaną pod wpływem tradycji kapłańskiej, która prawo do sprawowania funkcji kultowych przyznawała jedynie kapłanom, to inspiracją takiej wzmianki mógł być właśnie Ps 110,4. Odwrotną hipotezę, że Ps 110,4 jest glosą dodaną pod wpływem Rdz 14,18b, Michał Peter uznaje za mało prawdopodobną, biorąc pod uwagę archaiczny charakter psalmu.
Psalm ukazuje króla Dawida, pomazańca, jako wypełniającego chwalebną rolę Melchizedeka:

Pan przysiągł i żal Mu nie będzie: Tyś Kapłanem na wieki na wzór Melchizedeka (Ps 110,4)

W okresie po Niewoli psalm ten podtrzymywał nadzieję Izraelitów na przyjście Mesjasza-Zbawiciela, który by łączył posługę kapłańską, religijną, z władzą polityczną, królewską. Połączenie tych dwóch urzędów zapowiadali też prorocy: Jeremiasz i Zachariasz (por. Jer 33,14-22; Za 3-6). Władzę królewską dla najwyższego kapłana Izraela postulowali Machabeusze (por. 1 Mch 10,20.65; 14,41.47), oraz redaktorzy Testamentów Dwunastu Patriarchów, zwłaszcza w Testamencie Lewiego. Niekiedy, odwrotnie, postulowano urząd arcykapłański dla króla.

#### Nowy Testament
List do Hebrajczyków (7,11-16) identyfikuje „kapłana na wzór Melchizedeka” z Ps 110,4 z Chrystusem. Ma to wykazać, że Chrystus, podobnie jak Melchizedek, jest jednocześnie królem i kapłanem, więc nie potrzeba oczekiwać oprócz niego jeszcze Mesjasza-kapłana z pokolenia Lewiego. Melchizedek – jak opisuje go autor Listu do Hebrajczyków – nie posiadał ani ojca, ani matki. Ten fakt, interpretując go na zasadzie fikcji literackiej jako atrybut wieczności, List do Hebrajczyków wykorzystuje, aby ukazać podobieństwo Melchizedeka do Jezusa Chrystusa. Melchizedek, bez rodowodu, nie ma ani początku dni, ani też końca życia (Hbr 7,3), jest typem Chrystusa, którego kapłaństwo jest w podobny sposób niepowtarzalne. Ponieważ nie dziedziczy po nikim urzędu, to oznacza, że otrzymał go bezpośrednio od Boga. Jako że Abraham, przodek Lewiego, złożył dziesięcinę Melchizedekowi, to arcykapłan na wzór Melchizedeka przewyższa kapłaństwo lewickie. Chrystus przewyższa jednak także Melchizedeka – to Melchizedek jest „upodobniony do Syna Bożego” (Hbr 7,3), a nie odwrotnie.

### Patrystyka
W okresie patrystycznym, Melchizedek i fakt przyniesienia przez niego chleba, jako odnoszących się do kapłaństwa i Eucharystii, był przedmiotem komentarzy m.in. Klemensa Aleksandryjskiego w księdze IV,25 Kobierców (SCh 30,62), Cypriana z Kartaginy w Liście 63,4 (CSEL 32,703) oraz Ambrożego z Mediolanu w katechezach do katechumenów O sakramentach 5,1 (Sch 25bis,88). Według starochrześcijańskiego pisarza Marka Eremity (V w.): zwroty bez ojca, matki, rodowodu oznaczają tylko tyle, że rodowód Melchizedeka nie uwzględniał tego, kto jest jego ojcem i matką oraz kiedy się urodził i umarł. Wynikało to z faktu, iż pochodził on z ludu odłączonego od Hebrajczyków. Natomiast Cyryl Aleksandryjski interpretował odwiecznego Syna Bożego jako niemającego matki, gdyż jest rodzony odwiecznie z Ojca, i jednocześnie niemającego ziemskiego ojca.

### Liturgia Eucharystii
Wśród Ojców Kościoła popularna była interpretacja Listu do Hebrajczyków, zgodnie z którą chleb i wino przyniesione przez Melchizedeka są zapowiedzą eucharystycznej Ofiary Chrystusa. Stąd sformułowanie o ofierze trafiło do rzymskiego kanonu Eucharystycznego. Według Louis Bouyera, nie jest, przy obecnym stanie wiedzy możliwe ustalenie skąd w kanonie wzięła się wzmianka o Melchizedeku, choć można odnaleźć źródła wzmianki o Ablu i Aniele. W najstarszych modlitwach eucharystycznych występuje jeszcze tylko w tekście z Konstytucji apostolskich VIII,23. Można jedynie rozumieć, że wspomnienie ofiary Melchizedeka w Liście do Hebrajczyków wskazuje, że w czasach współczesnych powstaniu chrześcijaństwa Melchizedek był przedmiotem rozważań w pewnych środowiskach w obrębie Judaizmu. Mógł być wprowadzony, razem z innymi imionami patriarchów Izraela, do niektórych odmian modlitwy synagogalnej zwanej błogosławieństwem Awoda. Błogosławieństwo to w synagodze miało charakter ofiary uwielbienia – w pierwotnej liturgii świątynnej towarzyszyły właśnie składaniu codziennych ofiar całopalnych. A później zostały przepracowane, aby można je było zastosować – już w formie bezkrwawej – do przywrócenia ofiar przerwanych przez Tytusa Flawiusza, którego wojska zburzyły Świątynię w 70 roku po Chr.:

Boże Ojcze (…) składamy Twojemu najwyższemu majestatowi z otrzymanych od Ciebie darów, Ofiarę czystą, świętą i doskonałą, Chleb święty życia wiecznego i Kielich wiekuistego zbawienia. Racz wejrzeć na nie z miłością i łaskawie przyjąć, podobnie jak przyjąłeś dary swego sługi, sprawiedliwego Abla, i ofiarę naszego patriarchy Abrahama oraz tę ofiarę, którą Ci złożył najwyższy twój kapłan Melchizedek, jako zapowiedź Ofiary doskonałej (Kanon rzymski, Supra quae).

### Ikonografia
Chrześcijańska ikonografia Melchizedeka jest dość bogata, najczęściej związana – z sakramentem Eucharystii, zwłaszcza Ostatniej Wieczerzy, gdzie przedstawiany jest jako ofiarujący chleb i wino. Tak właśnie przedstawia go wczesna mozaika w bazylice Matki Boskiej Większej w Rzymie (poł. V w.). Występuje on również na mozaikach w Rawennie u św. Apolinarego in Classe (VI w.)
Motyw ten spotyka się też m.in. w następujących dziełach:
- Ołtarz z Klosterneuburga
- Zwierciadło zbawienia
- Ołtarz Eucharystii Dirka Boutsa z 1468 znajdujący się w kościele św. Piotra w Leuven
- Triumf Eucharystii nad bałwochwalstwem P.P. Rubensa
- kartony tapiserii z ok. 1626 w katedrze kolońskiej.

W średniowieczu, począwszy od XII w. ofiarę Melchizedeka zaczęto przedstawiać w typologicznie jako zapowiedź ofiary krzyżowej, tak np.: w przenośnym Ołtarzu Eilbertusa (poł. XII w.), znajdującym się obecnie w katedrze w Brunszwiku, oraz na obrazie J. van Eycka Madonna kanclerza Rolina (ok. 1432) w kolekcjach Luwru.
Melchizedek przedstawiany jest w sztuce tak wschodniej, jak zachodniej jako mężczyzna ubrany w szaty kapłana lub króla. Na ikonostasach cerkiewnych ukazany jest w 5. rzędzie prezentującym patriarchów Izraela od Adama do Mojżesza.

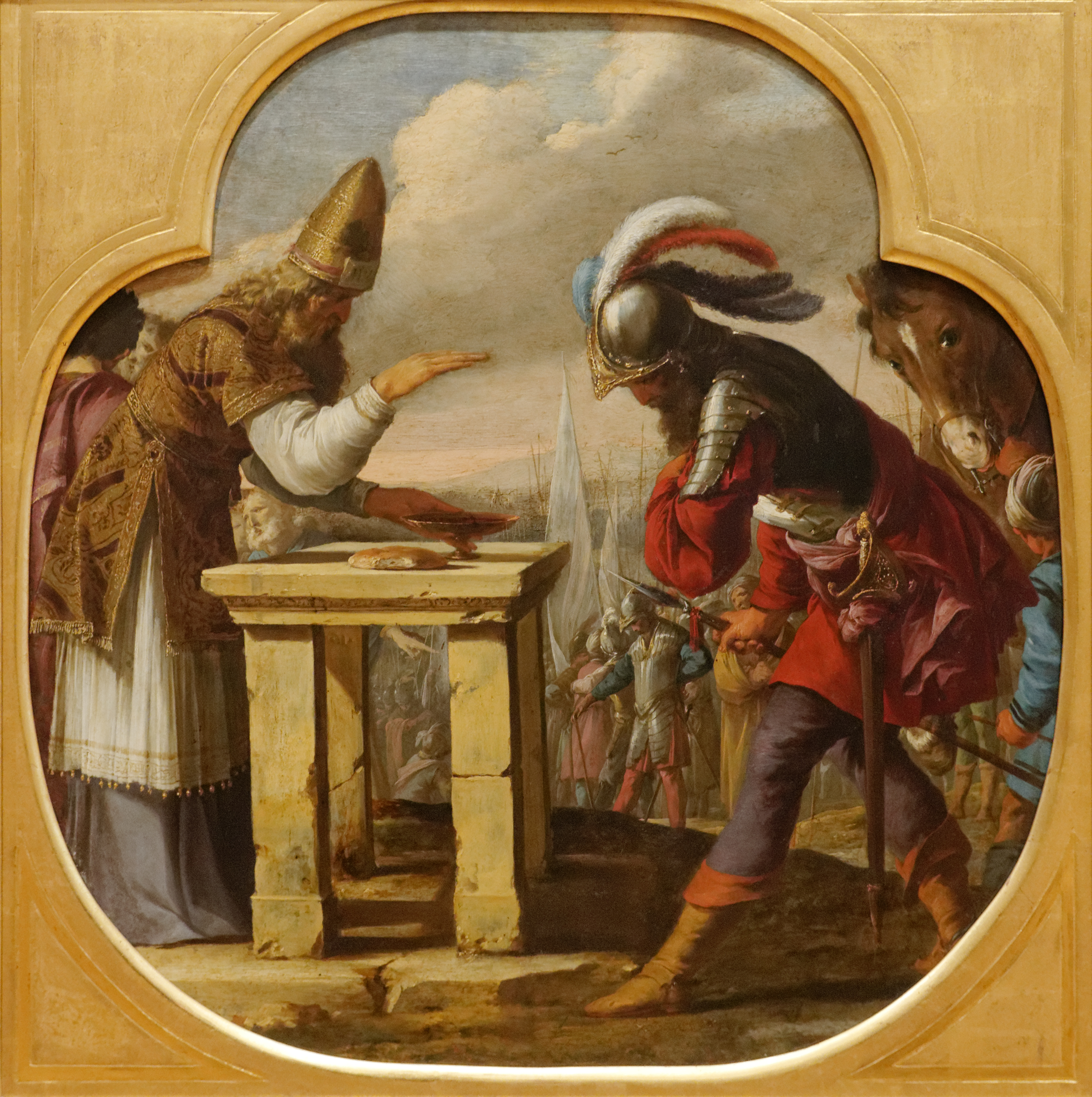
Melchizedek spotyka Abrahama, dekoracja tabernakulum w klasztorze kapucynów Marais w Paryżu (ok. 1630 r.).

## Bóg Melchizedeka
Komentatorzy, zarówno z kręgów chrześcijańskich, jak i judaistycznych, są zgodni, że Bóg Najwyższy, którego kapłanem był Melchizedek w opowiadaniu biblijnym z Księgi Rodzaju był tożsamy z jedynym, transcendentnym Bogiem Stwórcą.
Według żydowskiego uczonego, Louisa F. Hartmana, zgodnie z monoteistycznym charakterem judaizmu, imię El-Eljôn odnosiło się do transcendentnej natury „jedynego, prawdziwego Boga”, zaś w rozumieniu pogan oznaczało boga będącego najwyżej w hierarchii bóstw. W wykopaliskach archeologicznych znaleziono dwa człony tego imienia użyte osobno: El w Ugarit oraz Elyon w Fenicji. Dlatego uważa się, że pierwotnie były one imionami oddzielnych bóstw. Później oba imiona były połączone w jedno. Świadectwem tego połączenia są kananejskie listy z Tell el-Amarna (XV-XIV w. przed. Chr.). El ma niejasną etymologię i jest najstarszym semickim słowem używanym na określenie Boga, analogicznym do słów będących częścią imion męskich: w akadyjskim ilu(m), kananejskim el lub il oraz arabskim el. Uważa się za możliwe, iż zostało ono wzięte z korzenia yl lub wl, oznaczającego „być mocnym”, jak np. w Księdze Rodzaju 31,29, Księdze Powtórzonego Prawa 28,32 oraz Księdze Micheasza 2,1. Możliwe też, że jest odwrotnie: słowo „być mocnym” było pochodnym do słowa oznaczającego Boga, jako istoty mocnej.
W Biblii hebrajskiej El jest rzadko używane jako imię własne Boga (Rdz 33,20; Ps 146,5), częściej, podobnie jak Elohim, ma charakter omowny. Jest też znacznie rzadziej używane od Elohim – głównie w starszych, archaicznych tekstach poetyckich, jak Księga Hioba oraz Księga Psalmów. Nazwa ta może być użyta także do oznaczenia „cudzego” lub „obcego” boga (Pwt 32,12; Ml 2,11; Ps 44,21; 81,10). Może też być użyte w liczbie mnogiej Elim, byty niebiańskie (Wj 15,11). El występuje często z przymiotnikiem, np. Bóg zazdrosny z Wj 20,5; 34,14 (por. Wj 34,6; Ps 86,15). Jest też używany, gdy biblia przeciwstawia Boga człowiekowi: w Księdze Liczb 23,19, Księdze Izajasza 31,3, Księdze Ezechiela 28,9, Księdze Ozeasza 11,9; Księdze Hioba 25,4. Zawierają je, jako część złożenia, imiona męskie, na początku: Eliasz, Elizeusz, Elihu, a także w końcówce: Izrael, Izmael i Samuel.
El-Eljon, Bóg Najwyższy, był bogiem przodków czczonym w klanach ludów semickich. Według intencji autora opowiadania w Księdze Rodzaju, podobnie jak dla Abrahama, był on tożsamy z Bogiem Jahwe (por. Rdz 14,22; Ps 46(47),3). Dla Melchizedeka, który był Jego kapłanem, był on bogiem głównym, a być może jedynym, chociaż nie jest to prawdopodobne. Dla Abrahama stał się jedynym dzięki specjalnemu objawieniu.
Niektórzy bibliści chrześcijańscy szukają także w religiach innych ludów sąsiednich kontekstu dla imienia boga, którego kapłanem był Melchizedek: Bóg Najwyższy. Grecki nie-chrześcijański pisarz Filon z Byblos (64-141 po Chr.) pisał o bóstwie o podobnym imieniu w panteonie fenickim. Jego informacje potwierdzają inskrypcje z Karatepe, Palmyry i Sfire. Określenie boga jako „Stwórcy nieba i ziemi” ma analogie w tekstach z Ugarit. Podobnie też w interpretacji Filona z Byblos, Bóg ten miał być „ojcem Uranosa (nieba) i Ge (ziemi)”. Opowiadanie o spotkaniu Melchizedeka i Abrahama, w którym patriarcha przyjmuje błogosławieństwo w imieniu Boga czczonego poza Izraelem, jest w Starym Testamencie bez precedensu i sugeruje jego wczesne pochodzenie. Niepochodzący z Hebrajczyków kapłan zajmuje wyższe miejsce niż Hebrajczyk Abraham, przodek kapłanów-lewitów – egzegeza rabinistyczna zdawała się to główne przesłanie opowiadania pomijać milczeniem, podczas gdy chrześcijańska starała się je podkreślać.

## W islamie
Nie ma wzmianki o Melchizedeku w Koranie ani też we wczesnej muzułmańskiej egzegezie albo literaturze. Niektórzy późniejsi komentatorzy, np. Abdullah Yusuf Ali, sugerowali istnienie powiązań między Melchizedekiem a Khidrem. Odwoływali się do alegorii Melchizedeka w Liście do Hebrajczyków 7,3. W ismailizmie Melchizedek jest bardzo znaczącą postacią jako jeden z ‘nieprzemijających Imamów’; tj, takich, którzy prowadzą wiernych przez wieki historii.